# Донецкий экскаватор
ООО «ДОНЭКС» (прежнее название — ОАО «Донецкий экскаватор») — бывшее машиностроительное предприятие по выпуску дорожной, мелиоративной, строительной и сельскохозяйственной техники, расположенное в городе Донецк (Ростовская область).
С момента основания было выпущено свыше 27 тыс. экскаваторов и порядка 800 единиц различной техники.

## История

### 1960—1980 года
Решение о создании Донецкого экскаваторного завода было принято в 1964 году на основании Постановления Совета Министров РСФСР № 1481 от 24.09.1960 года «О строительстве в районах отрабатываемых угольных шахт Ростовской области промышленных предприятий и предприятий бытового обслуживания в 1961-69 годах». Уже в апреле—мае 1970 года завод начал выпускать свою первую продукцию — экскаваторы Э-652Б.
С начала 1970-х годов предполагалось бо́льшую часть выпускаемых экскаваторов оснащать гидроприводом. Выпуск канатных экскаваторов предполагалось сохранить на двух заводах — Костромском и Донецком.
В 1980-х годах завод начал выпуск тросовых экскаваторов марки ЭО-4112А на гусеничном ходу в четырёх комплектациях, пришедших на смену моделям Э-652Б и ЭО-4111.

### 1990—2000 годы
В период с 1990-х годов до второй половины 2000-х годов завод выпускал экскаваторы на базе тракторного шасси ВТЗ.
С 2002 года начался выпуск фронтального погрузчика ЗТМ-216А модифицированной версии, который был разработан совместно с ВНИИ «Стройдормаш» в 1996 году.
С 2007 года предприятие осталось единственным, выпускавшим экскаваторы с тросовой подвеской рабочего органа.
На выставке «Строительная техника и технологии» 2007 года предприятием был представлен 32-тонный автокран КС-55719Д который может быть установлен на шасси КамАЗ-55111 или КамАЗ-53228 с возможностью увеличения основной стрелы 7,5 метровым гуськом.

### 2010—2020 годы
С 2010-х годов завод выпускал три модели 32-тонных автокранов с 5 опорными точками на шасси Урал и КамАЗ.
В 2012 году «Донэкс» выиграл тендер на поставку автокранов для вооруженных сил (116 штук), несколько тендеров по экскаваторам (на 60 единиц), приступил к производству автопогрузчиков для нужд Минобороны и МЧС.
В 2020 году юридическое лицо было признано несостоятельным (банкротом) и в отношении него открыто конкурсное производство.
В 2022 году было объявлено, что на территории бывшего экскаваторного завода(на территории опережающего социально-экономического развития «Донецк») будут выпускать холодильное оборудование, а мощность предприятия составит 100 тысяч морозильных ларей (вид холодильного оборудования) в год. Запуск производства был намечен на весну 2023 года.

## Деятельность
В 2008 году чистая прибыль компании составила 477 млн рублей, а убыток — 24,9 млн рублей. За год было произведено: 81 экскаватор, 31 автопогрузчик. В 2009 году чистая прибыль сократилась — до 161 млн рублей, а убытки по итогам года составили 78 млн рублей, на заводе за 9 месяцев было собрано 18 экскаваторов. За 9 месяцев 2010 года было собрано 20 единиц.

### Экспорт
35 % продукции отправлялось на экспорт в 23 страны мира: Алжир, Афганистан, Аргентину, Мексику, Испанию, Ирак, Сенегал, Сирию, Францию, в страны бывшего СССР и ряд других.

## Руководство и собственники
Конкурсный управляющий — Габдулвагапов Айрат Назыпович.
До 2020 года генеральный директор — Геннадий Горбасенко.
«Донецкий экскаватор» входил в группу «Мегаполис» депутата Законодательного собрания Ростовской области Константина Кузина, по крайней мере до 2009 года. В мае 2010 года на заводе было введено наблюдение, еще через четыре месяца — конкурсное производство. В конце 2011 года основные цеха и оборудование завода купило ООО «Донэкс» за 41,5 млн рублей. В марте 2012 года 100 % «Донэкса» выкупило новосибирское ООО «Соло-рент», входящее в структуру группы «Афина Паллада» (данные ЕГРЮЛ). По данным газеты «Город N» 100 % акций предприятия на 2010 год уже принадлежали ООО «Соло-рент».

## Награды
В 2005 году фронтальный погрузчик, модели ЗТМ-216АРТ, был внесён в «100 лучших товаров России».

## Конфликты и проблемы
В 2006 году ФАС по заявлению ОАО «Апшеронский завод „Лессельмаш“» установило, что завод выпускал и предлагал к продаже изделия, не являясь обладателем патента на них. Патентообладателем на указанные изделия оказалась компания-заявитель. Тем самым, ОАО «Донецкий экскаватор» нарушил статью 10 Закона «О конкуренции и ограничении монополистической деятельности на товарных рынках». Данные действия признаны недобросовестной конкуренцией. Однако, было установлено, что завод сам прекратил нарушение законодательства, потому предприсание не выносилось.
Летом 2009 года две ростовские компании («Комтех-Ростов» и «Югметаллснаб-Холдинг») требовали признать завод банкротом, так как предприятие задолжало им 556 тыс. рублей и 1,08 млн рублей соответственно. После выплаты задолженностей, кредиторы забрали свои заявления. Уже в октябре в Арбитражный суд по Ростовской области было подано новое, уже третье по счёту, заявление — от московской компании ЗАО «Строительное управление-49».
Однако Арбитражный суд не нашёл признаков банкротства у завода.
Тем не менее в 2010 году ОАО «Донецкий экскаватор» было признано банкротом.
Как оказалось, заявление было подано в декабре 2009 года от ООО «Дорстрой».
После признания банкротом предприятие продолжало работать под управлением ООО «Донэкс», являвшегося одним из кредиторов завода: задолженность ОАО «Донецкий экскаватор» перед компанией составляла 65 млн рублей.